# Stömne
Stömne is een plaats in de gemeente Arvika in het landschap Värmland en de provincie Värmlands län in Zweden. De plaats heeft 81 inwoners (2005) en een oppervlakte van 39 hectare.